# 般奴·芝禾爾
般奴·芝禾爾（Bruno Cheyrou，1978年5月5日—）是一名法國足球運動員，擔任進攻中場，曾效力英超老牌勁旅利物浦。現時為自由球員。

## 生平

### 球會
芝禾爾出身於法國小型球會里爾。時里爾才剛升上法甲不久，就取得參加歐聯資格。芝禾爾曾在歐聯比賽對曼聯時取得入球，結果引起英超老牌球會利物浦相中，以四百五十萬英鎊簽下。
簽下時利物浦認為他會在中場線起了領軍作用，然而其表現一直都不太如意。2005年利物浦領隊換上西班牙人賓尼迪斯，在西班牙化下，芝禾爾先後被外借至法甲的馬賽和波爾多。
芝禾爾於2006年轉會至雷恩。
2010年，芝禾爾從雷恩到賽普勒斯球會阿諾索西斯，六個月後，再與法國球會南特簽下兩年合約。

### 國家隊
芝禾爾很少上陣國家隊，迄今僅出賽3次，都是在友誼賽。

## 外部連結
- 芝禾爾檔案 （页面存档备份，存于）
- sporting-heroes.net 芝禾爾檔案 （页面存档备份，存于）
- 足球数据库：芝禾爾的球员统计数据